# 주한중국문화원
중국정부가 아시아 지역에서는 최초로 개원한 문화원인 주한중국문화원은 2004년 12월 28일, 대한민국의 수도인 서울의 중심부에 설립되었다. 세계에서는 프랑스의 파리 등에 이어 네 번째로 중국문화원을 서울 종로구에 설립한 것으로 알려져있다.
주한중국문화원(駐韓中国文化院,중국어명칭-首尔中国文化中心)은 다채로운 공연등 문화행사 및 문화공간을 개방하여 제공해오고 있으며 리빈 주한 중국대사는 설립 당시 "중국과 한국 두 나라 문화를 계승ㆍ발전시키자는 뜻에서 중국문화원을 건립하게 됐다"며 "중국 발전상과 문화를 정확하게 소개하는 동시에 한국인들에게 중국 관련 정보를 신속ㆍ정확하게 서비스할 것"이라고 언급한바 있다.
한편 탤런트인 장나라씨는 '2004 중국문화 홍보대사'를 역임한바 있다.

## 교육 프로그램 및 사이버중국문화원
교육 프로그램으로는 서예,전통무용,전통악기, 다도, 중국 요리및중국어강좌 그리고 태극권강좌등을 정기적으로 개설하여 운영해오고있다.
한편 사이버 중국문화원(www.cccseoul.org)도  개설하여 운영하고있다.

## 같이 보기
- 주한 중국 대사관
- 주중 한국문화원